# Matagorda
Matagorda es una localidad y pedanía española perteneciente al municipio de El Ejido, en la provincia de Almería. Está situada en la parte meridional de la comarca del Poniente Almeriense. Cerca de esta localidad se encuentran los núcleos de Guardias Viejas, Paraíso Al Mar, Almerimar y Balerma.

## Toponimia
En el nombre de Matagorda se fusionan los términos latinos mata, con significado de conjunto de arbustos y gorda en el sentido de grande. Los propios habitantes apoyan esta teoría debido a la existencia de un grupo de lentiscos de gran tamaño.

## Demografía
Según el Instituto Nacional de Estadística de España, en el año 2021 Matagorda contaba con 2 082 habitantes censados, lo que representa el 2,48% de la población total del municipio. Se distribuye entre los barrios Alto, Bajo y el Pozo de la Tía Manolica. En su historia se observa como su población crece en el último cuarto de siglo más del doble.

### Evolución de la población
| Gráfica de evolución demográfica de Matagorda entre 2011 y 2021 |
|                                                                 |
| Datos según el nomenclátor publicado por el INE.                |

## Economía
Su economía está basada en la agricultura bajo plástico (invernaderos).

## Comunicaciones

### Carreteras
La principal vía de comunicación que transcurre por esta localidad es:
| Identificador | Denominación                                         | Itinerario                 |
| ------------- | ---------------------------------------------------- | -------------------------- |
| AL-4301       | De la A-7 a Los Baños de Guardias Viejas de El Ejido | El Ejido - Guardias Viejas |

Algunas distancias entre Matagorda y otras ciudades:
| Ciudades | Distancia (km) |
| -------- | -------------- |
| El Ejido | 8              |
| Almería  | 42             |
| Granada  | 130            |
| Jaén     | 221            |
| Murcia   | 261            |

## Servicios públicos
Matagorda cuenta con edificios de la administración pública como el consultorio médico, el centro de la tercera edad o el Colegio Público "Solymar".

## Cultura

### Fiestas
Sus fiestas populares se celebran el tercer fin de semana de junio en honor a la patrona de la localidad, la Virgen de Guadalupe.